# James Fiennes
James Fiennes (ur. ok. 1395, zm. 4 lipca 1450 w Londynie) – angielski arystokrata, żołnierz i polityk.
Walczył we Francji podczas wojny stuletniej. W 1446 r. zasiadł w Parlamencie. Członkiem ciała ustawodawczego był do 1449 r. W 1447 r. został mianowany konstablem zamku Dover i lordem strażnikiem Pięciu Portów. W tym samym roku otrzymał tytuł barona Saye i Sele. W 1449 r. został Lordem Wielkim Skarbnikiem. Był stronnikiem księcia Suffolk, faworyta królowej Małgorzaty Andegaweńskiej i faktycznego władcy Anglii w zastępstwie chorego na umyśle króla Henryka VI.
Kariera Fiennesa dobiegła końca w 1450 r. Niepowodzenia we Francji i niepokoje w Anglii doprowadziły do upadku Suffolka i jego śmierci. Fiennes został pozbawiony urzędów i uwięziony w Tower of London. W czerwcu 1450 w Kencie wybuchło powstanie ludowe pod wodzą Jacka Cade'a. Powstańcy ruszyli na Londyn i zdobyli miasto. Fiennes został wyciągnięty z więzienia i ścięty przez buntowników.
Baronię Saye i Sele odziedziczył jego najstarszy syn, William.